# Mount Borgstrom
Mount Borgstrom är ett berg i Antarktis. Det ligger i Östantarktis. Nya Zeeland gör anspråk på området. Toppen på Mount Borgstrom är 2 610 meter över havet, eller 1 059 meter över den omgivande terrängen. Bredden vid basen är 9,3 km.
Terrängen runt Mount Borgstrom är varierad. Trakten är obefolkad. Det finns inga samhällen i närheten.